# Raymond Marcellin
Pour les articles homonymes, voir Marcellin.
Raymond Marcellin, né le 19 août 1914 à Sézanne (Marne) et mort le 8 septembre 2004 à Paris 8e, est un homme politique français.
Ministre de l'intérieur de 1968 à 1974, il est l'incarnation du retour à l'ordre musclé après les événements de mai 1968.
Parlementaire de 1946 à 1997, il est aussi maire de Vannes et président du conseil général du Morbihan et du conseil régional de Bretagne.

## Biographie

### Jeunesse et études
Raymond Marcellin effectue ses études secondaires au collège de Meaux. Il suit ensuite des études à la faculté de droit de l'université de Paris et de l'université de Strasbourg.
Il obtient un doctorat en droit pour une thèse soutenue à l'université de Strasbourg en 1941.

### Parcours professionnel
Mobilisé en septembre 1939, il est fait prisonnier lors de la déroute de l'armée française de 1940. Il s'évade et occupe des fonctions au sein du régime de Vichy.
Il est lié à Maurice Bouvier-Ajam, directeur de l'Institut d'études corporatives et sociales, chargé de « diffuser les idées sociales de la Révolution nationale par l'illustration de la doctrine corporative du Maréchal dans les milieux professionnels et les organisations de jeunesse ». Marcellin dirige alors le bureau d'orientation et de formation professionnelle, puis est nommé secrétaire général de l'Institut ; c’est à ce titre qu’il est décoré de l’ordre de la Francisque.
Il s’engage par ailleurs dans la Résistance, via le sous-réseau Druides, affilié au réseau de renseignement Alliance de Marie-Madeleine Fourcade. Ce parcours complexe, de « vichysto-résistant » selon l'expression forgée par Jean-Pierre Azéma, lui valut donc d’être décoré par Vichy, puis de voir reconnaître son action résistante.
Il devient avocat à la cour d’appel de Paris en 1945. Implanté en Bretagne, il assume les fonctions de maire de Vannes, président du conseil général du Morbihan, président de la région de Bretagne, sénateur et député du Morbihan.

## Parcours politique

### Débuts
Revendiquant un « anticommunisme absolu », il se lance en politique en 1945. En août 1946, il rejoint l'Union gaulliste fondée par René Capitant. Il est chargé d'implanter le mouvement dans le Morbihan, qu'il ne connaît alors que par quelques courts séjours touristiques. Il y dispose du soutien du quotidien gaulliste Bretagne-Sud et du résistant Louis-Alexandre Audibert, délégué régional de l'Union gaulliste pour la Bretagne.
Lors du référendum du 13 octobre 1946, il prend position contre le projet constitutionnel. Candidat aux élections législatives qui suivent, il obtient d'abord le soutien du Parti paysan puis de l'Union gaulliste, après le retrait en sa faveur du général Audibert. Son programme appelle alors à la défense de l'agriculture, du commerce et de l'industrie, au soutien à l'enseignement privé, à l'exclusion des ministres communistes du Gouvernement et au « sauvetage du franc ».
Sa liste ayant obtenu 11,18% des suffrages (contre 45,5% pour le MRP, 17,52% pour le PCF et 12,8% pour la SFIO), il est élu député à la place du MRP sortant Marie Texier-Lahoulle. À l'Assemblée nationale, il s'apparente au groupe du Parti républicain de la Liberté qu'il quitte dès décembre 1947. Il siège ensuite au sein du groupe « Action républicaine et sociale » puis, à partir de septembre 1948, il préside le groupe « Union démocratique des indépendants » rassemblant des députés proches du RPF du général de Gaulle n'ayant toutefois pas adhéré au mouvement
Ministre de seize gouvernements entre 1948 et 1974, il est plusieurs fois sous-secrétaire d'État, secrétaire d'État sous la IVe République. Il adhère en 1951 au Centre national des indépendants et paysans, dont il devient le secrétaire général.

### Sous la Cinquième République
Plusieurs fois ministre sous la Cinquième République, il soutient le gouvernement de Georges Pompidou et provoque, aux côtés de Valéry Giscard d'Estaing, une scission au sein du CNIP aboutissant à la création des Républicains indépendants. Proche de Georges Pompidou, il incarne un courant des Républicains indépendants plus proches du pompidolisme que du giscardisme libéral, ce qui explique que son parcours ministériel s'arrête avec l'élection de Giscard à la présidence. Il continue alors son engagement électoral breton.
Au ministère de l'Intérieur, qu'il assume sous trois Premiers ministres, il reçoit de Georges Pompidou la mission de remettre de l'ordre après les troubles créés par les événements de Mai 1968 et dissout aussi bien des groupes d'extrême-droite que d'extrême-gauche. Il est à l'origine d'une loi très controversée, la loi dite « anti-casseur » du 8 juin 1970 qui punit de 1 à 5 ans de prison toute personne participant à une manifestation où des dégradations sont commises. Raymond Marcellin obtient par ailleurs des crédits supplémentaires pour renforcer les effectifs des forces de l'ordre, qui passent de 140 000 à 180 000 hommes.
En 1971, le ministre prépare un projet de loi visant à instaurer un contrôle administratif a priori sur la déclaration des associations. Le projet est retoqué par le Conseil constitutionnel.

### Ministre de l’Intérieur
Marcellin se fait remarquer de Pompidou et du général de Gaulle durant les évènements de Mai 68, durant lesquels il les abreuve de notes très précises sur les agitations et où il leur fait part de son idée selon laquelle ces évènements sont issus d'une volonté de mettre à genoux la république. Il est nommé ministre de l'Intérieur le 31 mai 1968, poste qu'il conserve jusqu'au 27 février 1974. Il succède à Christian Fouchet à ce poste à la suite des événements de Mai 68. Le président de la République, Charles de Gaulle, salua son arrivée par la phrase « Enfin Fouché, le vrai », en référence au très autoritaire ministre de la police de Napoléon Bonaparte.
Marcellin est plusieurs fois croqué par les caricaturistes sous les traits d'un CRS, en raison de ses démêlés avec les mouvements gauchistes, consécutifs aux événements de mai 68. Il y gagne aussi le surnom de « Raymond la matraque ».
Le 12 juin 1968, il obtient par décret présidentiel la dissolution de 11 mouvements d'extrême-gauche. Le 31 octobre 1968, il fait prononcer par le conseil des ministres la dissolution d'Occident, mouvement d'extrême-droite, puis, le 28 juin 1973, la dissolution simultanée de la Ligue communiste (extrême gauche) et du mouvement Ordre nouveau (extrême droite).
En 1970, il fait saisir toutes les semaines le journal La Cause du Peuple et met finalement en détention ses deux directeurs de publication.
En 1971, il poursuit en diffamation l'éditeur (Éditions du Seuil) et l'auteur (Denis Langlois) du livre "Les Dossiers noirs de la police française".
En 1972, il cosigne des circulaires qui subordonnaient la délivrance d’une carte de séjour à l'obtention d'un contrat de travail et d’un logement décent. Ces circulaires mettent fin aux régularisations automatiques. Marquant une étape dans le durcissement de la politique d'immigration française, elles font aussi l'objet des premières manifestations d'étrangers en situation irrégulière et sont par la suite assouplies.
Il est au centre de l'affaire des émeutes du 21 juin 1973 à Paris, car soupçonné d'avoir sous-équipé les policiers qui ont été chargés d'empêcher l'extrême-gauche de perturber un meeting du mouvement Ordre nouveau (extrême-droite), afin d'obtenir la dissolution de la Ligue communiste, après une menace de grève des syndicats de policiers, choqués par les neuf blessés graves ans leurs rangs lors de ces émeutes du 21 juin 1973 à Paris. L'ampleur de la manifestation a été sous-évaluée et les tirs de grenades lacrymogènes inexistants.
Au cours de la même année, il est à l'origine de l'affaire des plombiers : le 3 décembre 1973, des agents de la Direction de la surveillance du territoire (DST), déguisés en plombiers, sont surpris en train d'installer un micro espion dans les bureaux de l'hebdomadaire Le Canard enchaîné, ce qui est la cause de son exfiltration vers le ministère de l'Agriculture, quelques mois plus tard.
En mai 2000, victime du « gang des saucissonneurs » dans son appartement parisien, Raymond Marcellin est retrouvé bâillonné et ligoté.

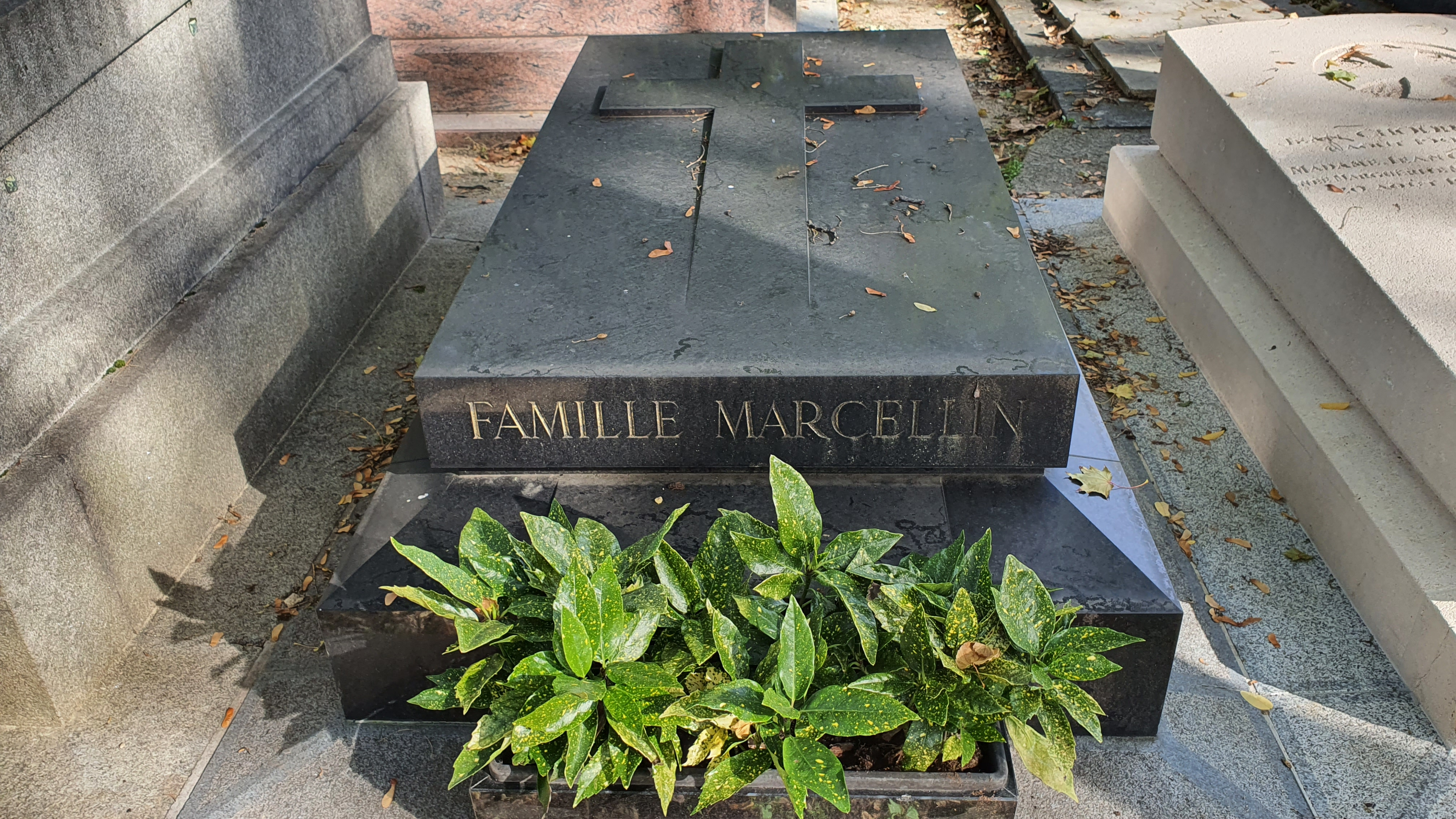
Sépulture de Raymond Marcellin au cimetière du Montparnasse.

Il meurt le 8 septembre 2004 dans le 8e arrondissement de Paris.

## Détail des mandats et fonctions

### Au gouvernement
- Sous-secrétaire d'État à l'Intérieur du gouvernement Henri Queuille (1) (du 11 septembre 1948 au 28 octobre 1949)
- Sous-secrétaire d'État à l'Industrie et au Commerce du gouvernement Georges Bidault (2) (du 29 octobre 1949 au 17 février 1950)
- Secrétaire d'État à l'Industrie et au Commerce du gouvernement Georges Bidault (2) (du 17 février au 2 juillet 1950)
- Secrétaire d'État à la Présidence du Conseil du gouvernement Edgar Faure (1) (du 20 janvier au 8 mars 1952)
- Secrétaire d'État à la Présidence du Conseil du gouvernement Antoine Pinay (du 8 mars 1952 au 8 janvier 1953)
- Secrétaire d'État à la Fonction publique et à la Réforme administrative du gouvernement Félix Gaillard (du 11 novembre 1957 au 14 mai 1958)
- Ministre de la Santé publique et de la Population du gouvernement Georges Pompidou (1) (du 16 mai au 28 novembre 1962)
- Ministre de la Santé publique et de la Population du gouvernement Georges Pompidou (2) (du 6 décembre 1962 au 8 janvier 1966)
- Ministre de l'Industrie du gouvernement Georges Pompidou (3) (du 8 janvier 1966 au 6 avril 1967)
- Ministre délégué, auprès du Premier ministre, chargé du Plan et de l'Aménagement du territoire du gouvernement Georges Pompidou (4) (du 6 avril 1967 au 31 mai 1968)
- Ministre de l'Intérieur du gouvernement Georges Pompidou (4) (du 31 mai au 10 juillet 1968)
- Ministre de l'Intérieur du gouvernement Maurice Couve de Murville (du 12 juillet 1968 au 20 juin 1969)
- Ministre de l'Intérieur du gouvernement Jacques Chaban-Delmas (du 22 juin 1969 au 6 juillet 1972)
- Ministre de l'Intérieur du gouvernement Pierre Messmer (1) (du 6 juillet 1972 au 2 avril 1973)
- Ministre de l'Intérieur du gouvernement Pierre Messmer (2) (du 5 avril 1973 au 27 février 1974)
- Ministre de l'Agriculture et du Développement rural du gouvernement Pierre Messmer (3) (du 1er mars au 28 mai 1974)

### Au Parlement
- Député du Morbihan de 1946 à 1974 et de 1981 à 1997
- Sénateur du Morbihan de 1974 à 1981

### Au niveau local
- Maire de Vannes de 1965 à 1977, où on a donné son nom à une avenue
- Conseiller général du Morbihan (élu dans le canton de Sarzeau) de 1953 à 1998
- Président du conseil général du Morbihan de 1964 à 1998
- Président du conseil régional de Bretagne de 1978 à 1986

## Décorations
Raymond Marcellin a reçu les décorations suivantes :
- Ordre de la Francisque
- Croix de guerre 1939–1945
- Commandeur de l'ordre du Mérite agricole ex officio en tant que ministre de l'Agriculture, président du conseil de l'ordre (1974)[16]
- Commandeur de la Santé publique
- Commandeur du Mérite artisanal
- Commandeur de l'ordre du Mérite commercial
- Médaille des évadés

- Grand-croix de l'ordre pro Merito Melitensi
- Chevalier commandeur de l'ordre royal de Victoria

- Grand officier des ordres nationaux d’Italie, d’Espagne, de Grèce, des Pays-Bas, de Suède.

## Publications
- L'Ordre public et les groupes révolutionnaires, éditions Plon, Paris, 1968
- L'Importune Vérité : dix ans après mai 68, un ministre de l'Intérieur parle, éditions Plon, Paris, 1978
- La Guerre politique, éditions Plon, Paris, 1985
- L'Expérience du pouvoir, éditions La Table ronde, Paris, 1990